# Un bacio nell'ombra
Un bacio nell'ombra è il primo volume della serie di Merry Gentry della scrittrice statunitense Laurell K. Hamilton.

## Trama
Merry Gentry, discendente della famiglia reale dei Sidhe, creature immortali dotati di poteri quasi divini, è costretta a fuggire dal palazzo reale a causa della sua situazione di "mezzosangue" mortale; vive da tre anni a Los Angeles dove lavora come investigatrice mascherando il suo aspetto per non farsi catturare ed uccidere dalla perfida regina del popolo fatato, sua zia.
Un caso particolarmente pericoloso la costringe a svelare la sua identità, ma la sua fuga dai tirapiedi della zia non è destinata a durare a lungo.

## Edizioni
- Laurell K. Hamilton, Un bacio nell'ombra, cartonata, Milano, Editrice Nord, 2006, ISBN 88-429-1307-3.
- Laurell K. Hamilton, Un bacio nell'ombra, brussurata, Milano, TEA, 2008, ISBN 978-88-502-1693-2.